# Chambre des comptes de Dole
La Chambre des comptes de Dole était, sous l'Ancien Régime, une cour souveraine spécialisée dans les affaires de finance du comté de Bourgogne, puis de la province de Franche-Comté.

## Historique

### La création de la Chambre des comptes de Dole
Les titres du domaine et des comptes du comté de Bourgogne étaient conservés dans la ville de Poligny comme le montre un compte conservé de 1312. Le roi de France Philippe IV le Bel qui était le gardien du comté de Bourgogne depuis l'engagement fait par Othon IV de Bourgogne a demandé que les comptes de cette province soient rendus dans cette ville pour la plus prompte expédition des affaires. Après la mort d'Othon IV en 1303, le comté de Bourgogne est passé à Jeanne II de Bourgogne, mariée au roi de France Philippe V le Long. Les comptes ont alors été contrôlés par la Chambre des comptes de Paris. Quand leur fille, Jeanne III de Bourgogne, a épousé Eudes IV de Bourgogne en 1329, le duché et le comté de Bourgogne ont été réunis.
La première chambre des comptes a été instituée par Eudes IV de Bourgogne à Dole, par ses lettres du 9 février 1332. Une lettre de la comtesse Marguerite « à ses amés et féaux les gens de ses comptes » montre qu'elle existait encore en septembre 1372. Le duc Philippe le Hardi a réorganisé le parlement du comté en 1386 et la chambre des comptes est devenue commune au duché et au comté de Bourgogne. La Chambre des comptes de Bourgogne a été établie suivant le modèle de la Chambre des comptes de Paris. Cet état est resté inchangé jusqu'en 1493.
En 1408, Wenceslas, roi des Romains, cède la Régalie ou seigneurie utile de Besançon qu'il avait confisquée à l'archevêque Thibaud de Rougemont, à Jean sans peur. Le duc Jean a dû promettre aux habitants de Besançon d'y installer un parlement, une chambre des comptes et une chancellerie. Il en ordonne l'établissement par lettres patentes du 9 juillet 1408. En août, il nomme Jean Bonnot, son secrétaire et maître des comptes de Dijon depuis 1383, maître des comptes de cette nouvelle chambre et lui demande de transporter à Besançon tous les titres du comté de Bourgogne. En 1410, l'empereur Wenceslas a fait don de la Régalie au duc Jean, annulant l'acte de 1408 qui avait contraint le duc à établir un parlement et une chambre des comptes à Besançon. Le duc n'a alors installé à Besançon une chambre du conseil et une cour de gardienneté.
Le roi Charles VIII rend à l'archiduc Maximilien de Habsbourg, veuf de Marie de Bourgogne, et à ses enfants la Franche-Comté au traité de Senlis conclu le 23 mai 1493 qui était occupé par les troupes françaises depuis la mort de Charles le Téméraire.
En 1494, Maximilien de Habsbourg établit une Chambre des comptes à Dole. La Chambre des comptes avait pour la compétence la vérification et la mise en exécution des ordonnances dans le domaine des finances, l'enregistrement des lettres patentes d'anoblissement, les nominations aux offices dépendant de la Couronne, la prestation de serment des officiers de finances et la surveillance des travaux dans les châteaux du domaine.
Les lettres patentes du 17 août 1500 de Philippe le Beau suppriment la Chambre des comptes de Dole. Les attributions financières de la Chambre des comptes de Dole sont transférées à celle de Lille.

### Recréation de la Chambre des comptes de Dole en 1562
Philippe II a rétabli la Chambre des comptes de Dole par l'édit de constitution du 22 août 1562. 
Pendant la guerre de Dix Ans, la Franche-Comté est parcourue par les armées du roi de France qui a déclaré la guerre le 27 mai 1635. Les armées de Louis XIII, commandées par le prince de Condé font le siège de Dole pendant 80 jours en 1636. Les parlementaires et les membres de la Chambre des comptes participent à la résistance de la ville. La guerre dure en Franche-Comté jusqu'à la mort de Louis XIII. En plus des ravages provoquées par les armées françaises, suédoises et espagnoles, le pays a eu à souffrir de la peste entraînant des déplacements du personnel de la Chambre des comptes pour lui échapper.
Après la première conquête de la Franche-Comté par les armées de Louis XIV, en 1668, la Chambre des comptes à Saint-Germain-en-Laye un de ses membres pour obtenir la confirmation de ses pouvoirs[Quoi ?]. Mais Louis XIV doit abandonner la Franche-Comté au traité d'Aix-la-Chapelle. Le roi a accusé les parlementaires comtois d'avoir été favorables aux Espagnols. Le parlement de Dole est supprimé. La Franche-Comté redevient française au traité de Nimègue, en 1678. Le roi a transféré le parlement à Besançon et conservé la Chambre des comptes à Dole.

### Chambre des comptes, aides, domaines et finances du comté de Bourgogne et suppression en 1771
Un édit de confirmation de l'établissement de la Chambre des comptes du comté de Bourgogne dans la ville de Dole est donné à Versailles en août 1692. Les édits d'août 1692 vont introduire la vénalité des charges en Franche-Comté. La Chambre des comptes est devenue Chambre des comptes, aides, domaines et finances. La compétence de la Chambre est augmentée. Entre 1692 et 1706, le nombre des magistrates est passé de dix à plus de soixante-dix-sept. La charge avait le privilège de conférer la noblesse. Toutes les nouvelles créations de charges ont rapporté 184 000 livres. La ville de Dole a dû payer 40 000 livres pour conserver la Chambre des comptes.
En 1750 va débuter une affaire opposant la Chambre des comptes de Dole au roi au sujet de l'échange des terres, fermes de roture situés dans et en dehors du parc de Versailles, appelée la ferme de la Beurrerie, appartenant à François Gaspard, comte de Poly, maître de camp de cavalerie, chevalier d'honneur de la Chambre des comptes de Dole, et la terre, domaine, fief, seigneurie avec justice, haute, moyenne et basse, droits et revenus de Colonne, appartenant au Domaine royal. Cet échange est validé en 1752 par les commissaires désignés par le roi Louis XV. La Chambre des comtes de Dole refuse de valider l'échange en estimant que la valeur du domaine de Colonne a été sous-estimée et lèse les intérêts du roi, ce qui est interdit par l'édit de 1669. La Chambre des comptes refuse d'enregistrer les « foi et hommage » en 1755. Le 18 août 1770, le contrôleur général des finances a demandé au Premier président de la Chambre des comptes de Dole de faire cesser cette opposition. La suppression de la Chambre ne va pas faire cesser l'opposition qui est reprise par la parlement de Besançon. À la mort du comte de Poly, l'échange n'est toujours pas enregistré.
Le chancelier Maupeou supprime les parlements et la Chambre des comptes de Dole par un édit de Louis XV d'octobre 1771. La Chambre des comptes a enregistré l'édit qui l'a supprimée le 19 novembre 1771. La Chambre des comptes est remplacée par un bureau des finances siégeant à Besançon.

## Composition de la Chambre des comptes de Dole auXVIIesiècle
Avant 1692, il n'y avait ni présidents, ni chevaliers d'honneur. C'était un Maître, qui sous le nom de Premier était à la tête de la Chambre. Édit de création d'un office de Premier président de la Chambre des comptes de Dole en avril 1693.
En 1685, la Chambre des comptes se compose du Premier maître, Antoine Borrey, de deux conseillers maîtres, Jean-Baptiste Matherot de Desnes et Alexandre-Ignace de Santans, seigneur de Montagney, et de trois auditeurs, Henri Charreton de Romette, Jean-Baptiste Richerd de Villers-Vaudey et François Bouhelier-Viseney. Les effectifs se sont accrus à la suite des édits de 1692, 1696, 1698 et 1704. Les effectifs sont ensuite restés stables jusqu'à sa suppression. 
Les accroissements sont dus, en 1692, de la juxtaposition d'une Chambre des comptes, d'une Cour des aides, d'un Bureau des finances et des domaines, en 1696, à l'insertion du Bureau des finances dont le siège était prévu à Besançon.
En 1711, la Chambre est composée de huit présidents dont le Premier président, trente-quatre conseillers maîtres, neuf correcteurs, treize auditeurs, cinq chevaliers d'honneur et un chevalier d'honneur ecclésistique. Le parquer comprend un procureur général, deux avocats généraux et trois substituts. Il faut ajouter un greffier en chef, deux greffiers au plumitif, deux greffiers à la peau, un garde livres, un receveur des gages, un receveur des amendes, un commis à doubler les comptes.

### Président et Premier maître
- Thiébaud Barradot, nommé président de la Chambre des comptes de Dole par lettres patentes du 30 novembre 1494. Il est aussi président de la Chambre des comptes de Lille. Il prête serment le 20 décembre 1494. Il est rarement venu à Dole et a résigné sa charge à la fin 1496[10].
- Étienne du Crest, seigneur de Cresancey et de Montmançon en partie, nommé Premier maître et de président de la Chambre des comptes de Dole en l'absence de Thiébaud Barradot, par lettres patentes du 30 novembre 1494.
- Marc Jacquelin, nommé président en 1497.

### Premier maître
- Constance de Marenches[11], seigneur de Nenon, reçu par la Chambre des comptes de Lille le 5 octobre 1562, mort le 25 mai 1565[12].
- Renobert de Mesmay (1513-1573), seigneur de Saint-Rafle et de Mesmay, reçu le 19 juillet 1565. Les alertes dues à la peste vont obliger la chambre des comptes à se déplacer entre Dole, Poligny et Salins. Il est mort le 7 mars 1573.
- Benoît Charreton, seigneur de Chassey, prête serment le 8 mai 1573. Il reste en poste jusqu'en 1579. Il a été nommé commissaire au Conseil des finances des Pays-Bas en 1578. Il est mort à Bruxelles le 20 août 1600.
- François-Joseph Linglois, nommé Premier maître le 1er août 1579. Il a donné sa démission en 1585.
- Nicolas Racle, nommé Premier maître le 2 août 1585. Il est mort en 1590.
- Simon Froissard[13] de Sellières, premier maître le 19 mars 1590, mort en 1611.
- Poncet Barilet, seigneur de Bannans, nommé Premier maître le 3 juillet 1611. Il est mort en 1631.
- Louis Grivel, nommé Premier maître le 21 février 1631
- Jean-Baptiste Pétrey, seigneur de Champvans, Eclans et Chemin, nommé Premier maître le 2 avril 1639. Il est nommé conseiller au Conseil souverain des Pays-Bas en 1655.
- Luc Mareschal, seigneur de Thise, Vezet et Charentenay, nommé à la place de Jean-Baptiste Pétrey le 15 décembre 1660, reçu le 3 février 1661, mort le 18 décembre 1663 à Bruxelles.
- Vincent Richard, nommé Premier maître le 17 mars 1667 à la place de Luc Mareschal qui était vacante depuis sa mort.
- Antoine Borrey (baptisé le 11 août 1624-1702), nommé le 24 mai 1679, il prête serment devant le grand bureau de la Chambre le 18 septembre 1679[14].

### Premiers présidents
- Antoine Borrey, il a reçu l'office de Premier président de la Chambre des comptes réorganisée le 30 octobre 1693. Il est reçu le 9 janvier 1694, mort le 16 mai 1702[15] ;
- Charles d'Arlay, nommé par commission du roi Premier président en 1711, jusqu'à ce que la charge de Premier président soit vendue par les héritiers d'Antoine Borrey avec l'agrément du roi. Cet agrément est obtenu en juillet 1711 par Charles de Monnier.
- Charles de Monnier (né le 27 mai 1669-mort en 1733), seigneur de Noironte, Mamirolle , marquis de Monnier en 1713, nommé Premier président le 17 juillet 1711, reçu le 5 août 1711. Il se désiste le 31 mai 1731 au profit de Claude-François de Monnier ;
- Claude-François de Monnier (mort le 4 mars 1783), seigneur de Noironte, marquis de Monnier, reçu le 14 juin 1731, mais n'ayant que 26 ans, étant trop jeune, il n'a pas l'âge minimum requis de 40 ans. Il a exercé sa charge jusqu'à la suppression de la chambre par un édit d'octobre 1771.